# Vriesea penduliflora
Vriesea penduliflora är en gräsväxtart som beskrevs av Lyman Bradford Smith. Vriesea penduliflora ingår i släktet Vriesea och familjen Bromeliaceae. Inga underarter finns listade i Catalogue of Life.